# Safēd Kōh
Safēd Kōh (persa: سفید کوه) o Spin Ghar (pastún: سپين غر), literalmente "montaña blanca", también conocida como cordillera Safīd o cordillera Morga, es una cordillera de unos 400 km de longitud localizada en la frontera entre Pakistán y Afganistán, que alcanza los 4.761 m en el monte Sikaram, que destaca entre todas las colinas circundantes. Con excepción de la hoya cortada por el río Kabul, que atraviesa las montañas para fluir hacia el este hasta el río Indo, la cordillera se conecta directamente con la rama Shandūr del sistema montañoso del Hindu Kush.
Un sector de la cordillera es atravesada por el paso de Khyber. Las laderas bajas son casi estériles. El pino y el cedro del Himalaya crecían anteriormente en la cordillera, pero la devastación durante la Guerra Civil Afgana redujo los recursos madereros de la región. En los valles se lleva a cabo cierta agricultura.